# 菊池久美子
菊池 久美子（きくち くみこ）は、日本の漫画家。
秋田書店の少女漫画雑誌『月刊プリンセス』で執筆活動をしている。
ロリータ風の絵柄を特徴としており、一見ロリ系や萌え系の内容かと誤解しがちだが、作品内容としてそういった要素は全くなく、純然たる少女漫画と言える。ストーリーは明るい内容のものが多く、キャラクターに悪人らしい悪人が登場することは殆どない。また初期の作品を中心に、独自の奇抜な着想の作品が多く見られる。 

## 作品リスト
- COMPLEX
- 天使攻略マニュアル
- モンタージュ
- おばあちゃんはアイドル